# William Owen James
William Owen James, född 21 maj 1900, död 15 september 1978, var en brittisk botaniker. Han var professor i botanik vid University of London, föreläsare i växtfysiologi vid University of Oxford samt chef för Oxford Medicinal Plants Scheme. Han invaldes 1960 som utländsk ledamot av svenska Vetenskapsakademien.

### Tryckt litteratur
- Kungl. vetenskapsakademien, Matrikel 1971, ISSN 0302-6558, sid. 32.